# Los Cocos
Los Cocos é um município da província de Córdova, na Argentina.